# Mariano Matías Martínez
Mariano Matías Martínez (Buenos Aires, Argentina; 29 de enero de 1979) es un exfutbolista argentino. Jugaba como delantero y su primer equipo fue Atlanta. Su último club antes de retirarse fue Argentino de Quilmes.

## Clubes
| Club                      | País        | Año       |
| ------------------------- | ----------- | --------- |
| Atlanta                   | Argentina   | 1997-2000 |
| Belgrano de Santa Rosa    | Argentina   | 2000-2001 |
| Los Andes                 | Argentina   | 2001-2002 |
| Platense                  | Argentina   | 2002      |
| Brown de Arrecifes        | Argentina   | 2003      |
| Rangers                   | Chile       | 2003      |
| Unión Atlético Maracaibo  | Venezuela   | 2004      |
| Aris Salónica             | Grecia      | 2004      |
| Unión de Santa Fe         | Argentina   | 2005      |
| Huracán de Tres Arroyos   | Argentina   | 2005-2006 |
| Chacarita Juniors         | Argentina   | 2006      |
| Almagro                   | Argentina   | 2007      |
| Olimpo de Bahía Blanca    | Argentina   | 2007-2008 |
| Argentinos Juniors        | Argentina   | 2008-2009 |
| Arsenal de Sarandí        | Argentina   | 2009-2010 |
| Huracán                   | Argentina   | 2010      |
| Aldosivi de Mar del Plata | Argentina   | 2011      |
| Atlético Tucumán          | Argentina   | 2011-2012 |
| Deportivo Morón           | Argentina   | 2012-2015 |
| Comunicaciones            | Argentina   | 2015-2016 |
| Deportivo Laferrere       | Argentina   | 2016-2017 |
| Arg d Quilmes             | Argentina   | 2017      |
| Tricolore                 | 🇦🇷Argentina | 2024      |

Club actual 
Tricolore argentina 2024